# 緑町 (小金井市)
緑町（みどりちょう）は、東京都小金井市の町名。現行行政地名は緑町一丁目から緑町五丁目。住居表示実施済み区域である。郵便番号は184-0003。

## 地理

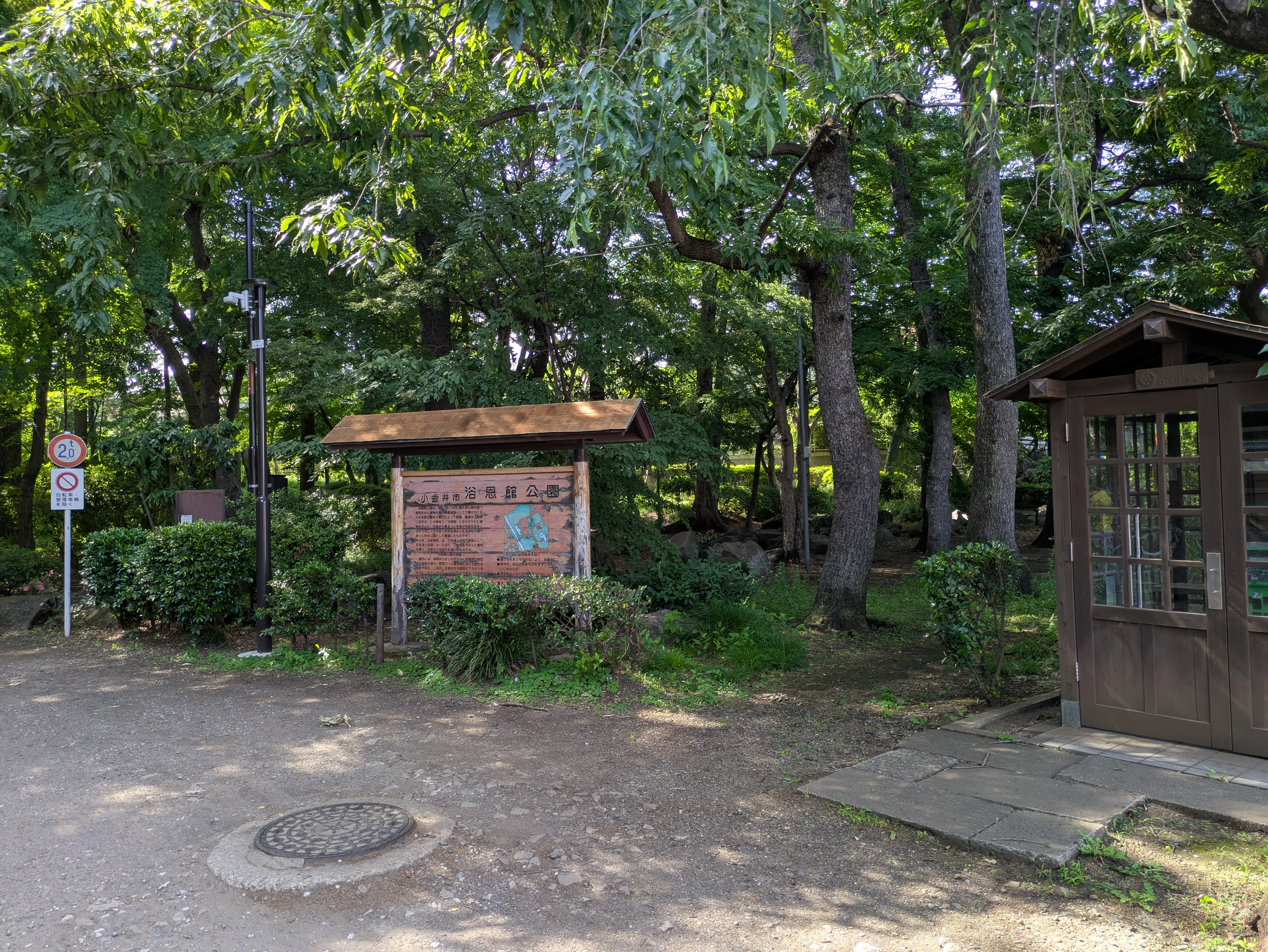
浴恩館公園 入口

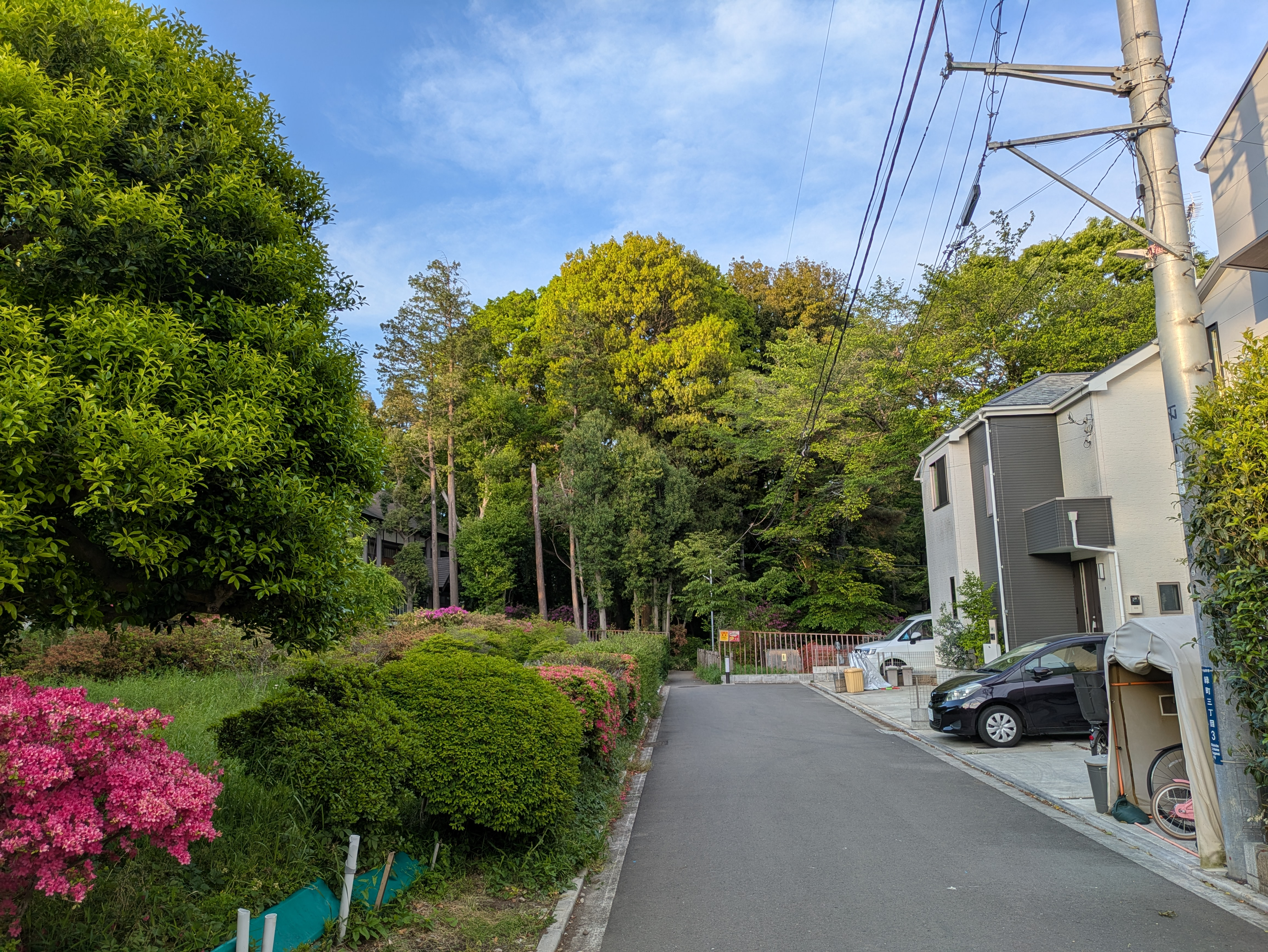
浴恩館公園西口

小金井市の北東部に位置する。北は関野町、東は梶野町、南東は東町、南は中町、西は本町、北西は桜町に隣接する。北端に玉川上水、東端には東京都道247号府中小金井線、南端に中央本線がある。主に住宅地として利用されている。

### 河川

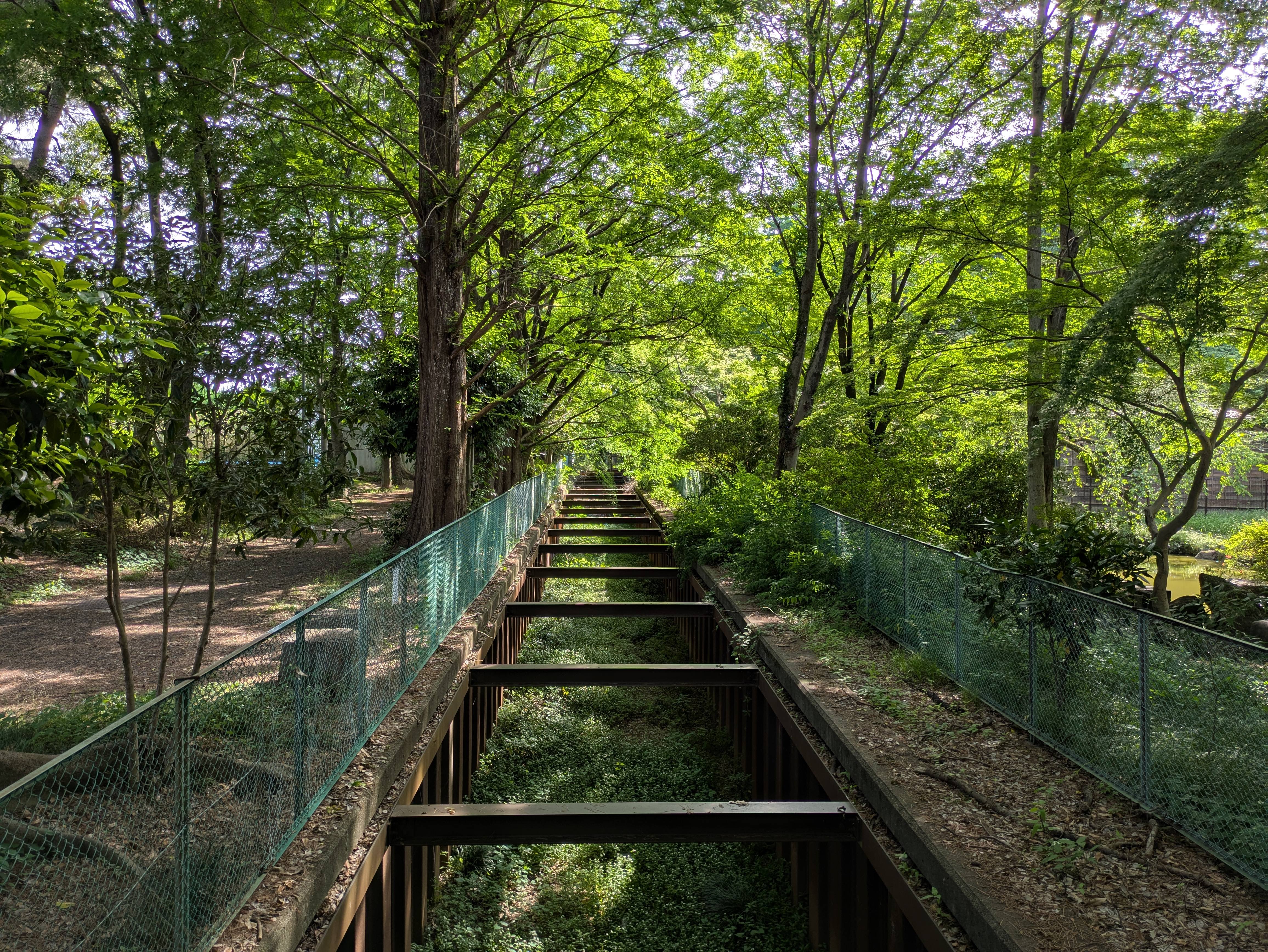
浴恩館公園内の仙川（小金井市緑町）

- 仙川 ｰｰｰ おおむね西から東へ仙川が流路を形成している。
- 玉川上水

### 地価
住宅地の地価は2015年（平成27年）1月1日に公表された公示地価によれば緑町4-15-12の地点で29万8000円/m2となっている。

## 世帯数と人口
2018年（平成30年）1月1日現在の世帯数と人口は以下の通りである。
| 丁目       | 世帯数    | 人口     |
| ---------- | --------- | -------- |
| 緑町一丁目 | 893世帯   | 1,864人  |
| 緑町二丁目 | 1,754世帯 | 3,832人  |
| 緑町三丁目 | 1,135世帯 | 2,534人  |
| 緑町四丁目 | 1,149世帯 | 2,487人  |
| 緑町五丁目 | 2,800世帯 | 5,394人  |
| 計         | 7,731世帯 | 16,111人 |

## 小・中学校の学区
市立小・中学校に通う場合、学区は以下の通りとなる。
| 丁目       | 番地                | 小学校           | 中学校   |
| ---------- | ------------------- | ---------------- | -------- |
| 緑町一丁目 | 全域                | 小金井第三小学校 | 緑中学校 |
| 緑町二丁目 | 1〜2番 6〜10番 15番 | 小金井第三小学校 | 緑中学校 |
| 緑町二丁目 | その他              | 緑小学校         | 緑中学校 |
| 緑町三丁目 | 全域                | 緑小学校         | 緑中学校 |
| 緑町四丁目 | 全域                | 緑小学校         | 緑中学校 |
| 緑町五丁目 | 全域                | 小金井第三小学校 | 緑中学校 |

## 交通

### 鉄道
| 隣接する街区の駅                                   |
| -------------------------------------------------- |
| JR中央線 - 東小金井駅(JC 14) - 武蔵小金井駅(JC 15) |

- 一丁目・二丁目からは東小金井駅（梶野町）が近く、三丁目～五丁目からは武蔵小金井駅（本町）の方が近い。

### バス
- 京王電鉄バス小金井営業所

…が周辺の路線バスを運行している。
- CoCoバス運行地域

### 道路
- 東京都道247号府中小金井線

## 施設
- 東京都立小金井北高等学校
- 学校法人武蔵野東学園武蔵野東中学校
- 小金井市立緑中学校
- 小金井市立緑小学校
- 日本基督教団小金井緑町教会
- コガネイ
- むさし小金井自動車教習所
- 小金井市立浴恩館公園(小金井市文化財センター)